# Примитивное полусовершенное число
Примитивное полусовершенное число — полусовершенное число, среди собственных делителей которого нет других полусовершенных чисел. Поскольку любое число, кратное полусовершенному, само является полусовершенным, любое примитивное полусовершенное число {\displaystyle n} порождает бесконечное множество полусовершенных чисел, кратных {\displaystyle n}, из которых только само {\displaystyle n} является примитивным.
Первые полусовершенные числа:
6, 20, 28, 88, 104, 272, 304, 350, 368, 464, 490, 496, 550, 572, 650, 748, 770, 910, 945, …
Большинство примитивных полусовершенных чисел являются чётными: первое нечётное число — 945, однако установлено, что нечётных примитивных полусовершенных чисел также бесконечно много.